# Solanum montigenum
Solanum montigenum là loài thực vật có hoa trong họ Cà. Loài này được (C.V. Morton) Cabrera miêu tả khoa học đầu tiên năm 1983.